# Pavement
Pavement (читается как Пэйвмент, рус. тротуар) — рок-группа из США, заметный представитель направления инди-рок. Была образована в калифорнийском городе Стоктон Стивеном Малкмусом и Скоттом Каннбергом. Первоначально существовала как студийный проект, как полноценная группа сформировалась к 1992 году. Второй альбом Crooked Rain, Crooked Rain оказался наиболее успешной записью, а клип на песню «Cut Your Hair» часто транслировали на MTV. Группа распалась в 1999 году. Некоторые бывшие участники Pavement продолжают заниматься музыкой, но более-менее известным является лишь The Crust Brother, сольный проект Малкмуса. На вопрос о возможном воссоединении музыканты ранее отвечали, что это может произойти не ранее 2009 года, единственно с целью отметить 20−летие образования коллектива. В итоге в 2010 Pavement в воссоединенном виде дали несколько концертов и выпустили сборник лучших песен.
Несмотря на ограниченный успех и интерес к группе, который отчасти объясняется тем, что музыканты не заключали контрактов с крупными лейблами, Pavement являлась и продолжает являться образцом для подражания для многих молодых музыкантов инди-сцены.

## Участники группы
- Стивен Малкмус — вокал, гитара
- Скотт Каннберг — гитара
- Марк Айболд — бас-гитара
- Гари Янг — ударные (до 1993 года); скончался 17 августа 2023 года[1]
- Стив Вест — ударные (с 1993)
- Боб Настанович — перкуссия

## Дискография
Студийные альбомы
- Slanted and Enchanted (1992)
- Crooked Rain, Crooked Rain (1994)
- Wowee Zowee (1995)
- Brighten the Corners (1997)
- Terror Twilight (1999)